# Mekar Sari (Muara Telang)
Mekar Sari (UPT Xii) is een bestuurslaag in het regentschap Banyuasin van de provincie Zuid-Sumatra, Indonesië. Mekar Sari (UPT Xii) telt 2457 inwoners (volkstelling 2010).